# Willimantic (Maine)
Willimantic és una població dels Estats Units a l'estat de Maine (EUA). Segons el cens del 2000 tenia 135 habitants.

## Demografia
Segons el cens del 2000, Willimantic tenia 135 habitants, 55 habitatges, i 39 famílies. La densitat de població era d'1,2 habitants/km².
Dels 55 habitatges en un 27,3% hi vivien nens de menys de 18 anys, en un 60% hi vivien parelles casades, en un 7,3% dones solteres, i en un 27,3% no eren unitats familiars. En el 21,8% dels habitatges hi vivien persones soles el 10,9% de les quals corresponia a persones de 65 anys o més que vivien soles. El nombre mitjà de persones vivint en cada habitatge era de 2,45 i el nombre mitjà de persones que vivien en cada família era de 2,9.
Per edats la població es repartia de la següent manera: un 25,2% tenia menys de 18 anys, un 3,7% entre 18 i 24, un 21,5% entre 25 i 44, un 32,6% de 45 a 60 i un 17% 65 anys o més.
L'edat mediana era de 45 anys. Per cada 100 dones de 18 o més anys hi havia 110,4 homes.
La renda mediana per habitatge era de 26.250 $ i la renda mediana per família de 29.375 $. Els homes tenien una renda mediana de 40.000 $ mentre que les dones 33.125 $. La renda per capita de la població era de 14.206 $. Entorn del 20% de les famílies i el 26,6% de la població estaven per davall del llindar de pobresa.